# Warner de Grez
Warner de Grez (Werner, Garnier) (d. 23 iulie 1100, Ierusalim) a fost un nobil francez din Grez-Doiceau, în prezent în Brabant (Belgia), care a participat la Prima cruciadă.
În 1096 sau 1097, Warner și-a vândut o parte din pământul său unei biserici din vecinătate, ceea ce i-a ajutat să își finanțeze cheltuielile necesare pentru participarea la Prima cruciadă.
Potrivit cronicii lui Albert de Aachen, Warner era rudă cu Godefroy de Bouillon, pe care l-a însoțit pe parcursul călătoriei către Orient. El a mers alături de Godefroy pentru a se întâlni cu regele Coloman al Ungariei, ca și la întâlnirea cu împăratul bizantin Alexios I Comnen, la sosirea lor la Constantinopol.
El este menționat de către Albert și la Asediul Niceeii din 1097, ca și la cel al Antiohiei din 1098. Guillaume de Tir notează că, atunci când trimișii fatimizilor au venit din Egipt pentru a se întîlni cu cruciații, Warner a participat la escortarea acestora înapoi, de-a lungul coastei. Totuși, Warner și ceilalți membri ai escortei au fost prinși într-o ambuscadă de către locuitorii teritoriului din jurul Antiohiei pe drumul de întoarcere spre tabăra cruciată. După ce cruciații au capturat Antiohia, au fost la rândul lor asediați de către Kerbogha din Mosul, iar Warner a făcut parte din cea de a cincea diviziune a armatei care l-a atacat pe Kerbogha.
După ce cruciații au cucerit Ierusalimul în 1099, Warner a fost unul dintre puținii care au rămas în Orașul Sfânt alături de Godefroy. Când acesta din urmă s-a îmbolnăvit în 1100, Warner și Tancred de Taranto pregăteau asediul asupra Haifei alături de o flotă venețiană care ancorase la Jaffa. Warner a căzut bolnav în timpul pregătirilor și nu a mai putut participa la asediu, ci, după cum Albert de Aachen consemnează, el a fost "transportat la Ierusalim pe o targă."
În Ierusalim, noul patriarh latin, Daimbert de Pisa, încheiase un acord cu Godefroy în virtutea căruia Ierusalim urma să devină a posediune a Bisericii. Atunci când Godefroy a murit în 18 iulie, Warner și alții din anturajul său și-au exprimat opoziția față de preluarea controlului de către Daimbert, drept pentru care au ocupat Turnul lui David și s-au opus intrării lui Daimbert. Conform cu cronica lui Guillaume de Tir, acesta a fost un gest rușinos și contrar dorinței lui Godefroy. Warner a trimis mesager către fratele lui Godefroy, Balduin, pe atunci conte de Edessa, însă apoi Warner a murit și el, în 23 iulie. Guillaume considera că această moarte a constituit o răzbunarea pentru refuzul acceptării pretenției lui Daimbert, deși alți susținători ai lui Godefroy au continuat să dețină turnul până la sosisrea lui Balduin, astfel încât orașul a rămas sub stăpânirea seculară a cruciaților.
Albert precizează că Warner "a fost înmormântat cu onoare și conform obiceiului creștinesc în valea lui Iosafat, la intrarea în biserica Sfintei Fecioare Maria."
Tot Albert de Aachen îl apreciază pe Warner ca fiind „un soldat ireproșabil în arta războiului”, iar Guillaume de Tir îl descrie ca un „războinic curajos și plin de inițiativă”.